# Norbert Felsinger
Norbert Felsinger (* 17. Juli 1939 in Wien) ist ein ehemaliger österreichischer Eiskunstläufer, der im Einzellauf startete.
Er trat für den Wiener Eislaufverein an. Von 1954 bis 1960 nahm er an allen Weltmeisterschaften und Europameisterschaften teil. Bis auf eine Ausnahme platzierte er sich bei allen sieben Weltmeisterschaftsteilnahmen unter den besten Zehn. Sein bestes Resultat war der vierte Platz bei der Weltmeisterschaft 1960. Bei Europameisterschaften erreichte er zweimal das Podium. 1959 gewann er die Bronzemedaille und 1960 wurde er Vize-Europameister hinter Alain Giletti. Felsinger nahm an den Olympischen Spielen 1956 und 1960 teil. Seine beste Platzierung dort war der siebte Platz bei seinen ersten Olympischen Spielen.

## Ergebnisse
| Wettbewerb / Jahr               | 1953 | 1954 | 1955 | 1956 | 1957 | 1958 | 1959 | 1960 |
| ------------------------------- | ---- | ---- | ---- | ---- | ---- | ---- | ---- | ---- |
| Olympische Winterspiele         |      |      |      | 7.   |      |      |      | Z.   |
| Weltmeisterschaften             |      | 9.   | 7.   | 8.   | 6.   | 13.  | 9.   | 4.   |
| Europameisterschaften           |      | 6.   | 4.   | 6.   | 5.   | 5.   | 3.   | 2.   |
| Österreichische Meisterschaften | 3.   | 1.   | 1.   | 1.   | 1.   | 1.   | 1.   | 1.   |

- Z = Zurückgezogen